# Zacchaeus Okoth

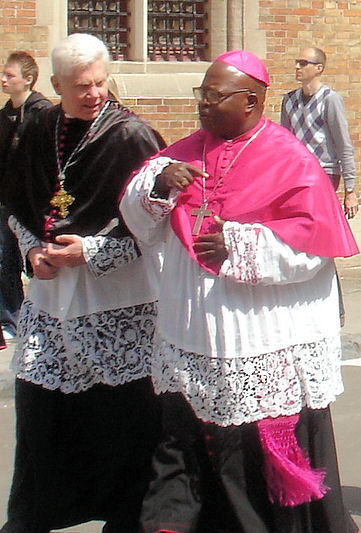
Zacchaeus Okoth

Zacchaeus Okoth (* 5. Juli 1942 in Nyakach, Kenia) ist ein kenianischer Geistlicher und emeritierter römisch-katholischer Erzbischof von Kisumu.

## Leben
Zacchaeus Okoth empfing am 14. November 1968 das Sakrament der Priesterweihe für das Bistum Kisumu.
Am 27. Februar 1978 ernannte ihn Papst Paul VI. zum Bischof von Kisumu. Der Erzbischof von Nairobi, Maurice Michael Kardinal Otunga, spendete ihm am 30. April desselben Jahres die Bischofsweihe; Mitkonsekratoren waren der Apostolische Pro-Nuntius in Kenia, Erzbischof Agostino Cacciavillan, und der Bischof von Kakamega, Philip Sulumeti. Am 21. Mai 1990 ernannte ihn Johannes Paul II. zum Erzbischof von Kisumu.
Papst Franziskus nahm am 15. November 2018 seinen altersbedingten Rücktritt an.